# Ceratophaga ethadopa
Ceratophaga ethadopa är en fjärilsart som beskrevs av Edward Meyrick 1938. Ceratophaga ethadopa ingår i släktet Ceratophaga och familjen äkta malar.
Artens utbredningsområde är Kongo-Kinshasa. Inga underarter finns listade i Catalogue of Life.